# Bonavigo
Bonavigo település Olaszországban, Veneto régióban, Verona megyében. Lakosainak száma 2022 fő (2023. január 1.). Bonavigo Albaredo d'Adige, Angiari, Legnago, Minerbe, Roverchiara és Veronella községekkel határos.

## Népesség
A település népességének változása:
| Lakosok száma | 2040 | 2013 | 2022 |
|               | 2017 | 2018 | 2023 |